# Szlovén labdarúgó-szuperkupa
A Szlovén labdarúgó-szuperkupa (hivatalos nevén: Slovenski superpokal) egy 1995-ben alapított, a Szlovén labdarúgó-szövetség által kiírt kupa. Tradicionálisan az új idény első meccsét jelenti, s az előző év bajnoka játszik az előző év kupagyőztesével. 
A legsikeresebb csapat a Maribor gárdája, négy győzelemmel.

## Kupadöntők
| Év        | Szlovén bajnok     | Eredmény                   | Szlovén kupagyőztes |                    |
| --------- | ------------------ | -------------------------- | ------------------- | ------------------ |
| 1995      | Olimpija Ljubljana | 2 – 1                      | NK Mura             |                    |
| 1996      | HIT Gorica         | 3 – 1                      | Olimpija Ljubljana  |                    |
| 1997–2006 | Nem rendezték meg. | Nem rendezték meg.         | Nem rendezték meg.  | Nem rendezték meg. |
| 2007      | Domžale            | 2 – 1                      | Koper               |                    |
| 2008      | Interblock         | 0 – 0 (h.u.) (7 – 6 b.u.)  | Domžale             |                    |
| 2009      | Maribor            | 3 – 2 (h.u.)               | Interblock          |                    |
| 2010      | Koper              | 0 – 0 (h.u.) (5 – 4, b.u.) | Maribor             |                    |
| 2011      | Domžale            | 2 – 1                      | Maribor             |                    |
| 2012      | Maribor            | 2 – 1                      | Olimpija Ljubljana  |                    |
| 2013      | Maribor            | 3 – 0                      | Olimpija Ljubljana  |                    |
| 2014      | Maribor            | 4 – 1                      | Gorica              |                    |
| 2015      | Koper              | 0 – 0 (h.u.) (3 – 2, b.u.) | Maribor             |                    |

- h.u. – hosszabbítás után
- b.u. – büntetők után

## Statisztika

### Győzelmek száma klubonként
| Csapat             | Győztes                    | Döntős               |
| ------------------ | -------------------------- | -------------------- |
| Maribor            | 4 (2009, 2012, 2013, 2014) | 3 (2010, 2011, 2015) |
| Domžale            | 2 (2007, 2011)             | 1 (2008)             |
| Koper              | 2 (2010, 2015)             | 1 (2007)             |
| Gorica             | 1 (1996)                   | 1 (2014)             |
| Interblock         | 1 (2008)                   | 1 (2009)             |
| Olimpija Ljubljana | 1 (1995)                   | 1 (1996)             |
| Olimpija Ljubljana | –                          | 2 (2012, 2013)       |
| NK Mura            | –                          | 1 (1995)             |